# Blame It on the Boogie
Singles de The Jacksons
Find Me A Girl
(1977) Shake Your Body (Down to the Ground)
(1978)
Pistes de Destiny
Push Me Away
(2)
Blame It on the Boogie est une chanson funk interprétée par le chanteur britannique Mick Jackson (en) qu'il a écrite et composée avec son frère David Jackson et Elmar Krohn. Elle sort en single en août 1978.
Reprise par les Jacksons la même année (ces derniers n'ont pas de lien de parenté avec Mick et David Jackson), elle sort en single aussi au mois d'août 1978 comme premier extrait de l'album Destiny.
Les deux versions se classent simultanément dans le UK Singles Chart et à quelques semaines d'intervalle dans le Billboard Hot 100 aux États-Unis. Celle des Jacksons obtient plus de succès et entre également dans les hit-parades d'autres pays.
Après la mort de Michael Jackson, le 25 juin 2009, elle est de nouveau entrée dans les classements en Australie, aux Pays-Bas et au Royaume-Uni.

## Autres reprises
Blame It on the Boogie a plusieurs fois été reprise avec succès, par le boys band britannique Big Fun en 1989, le groupe de dance Clock en 1998, Jay Kid en 2003 ou les finalistes de l'émission télévisée la Nouvelle Star en 2005.
Elle a aussi été enregistrée par Tina Charles, Captain Jack, ou Luis Miguel (1990) dans une version espagnole intitulée Será que no me amas.
Cette version est arrangée en salsa sur l'album Unity: The Latin Tribute to Michael Jackson produit par Tony Succar sorti en 2015, chanté par Michael Stuart.

## Classements hebdomadaires

### Mick Jackson
| Classement (1978)              | Meilleure position |
| ------------------------------ | ------------------ |
| Canada (RPM 100 Singles)       | 95                 |
| États-Unis (Billboard Hot 100) | 61                 |
| Royaume-Uni (UK Singles Chart) | 15                 |

### The Jacksons
| Classement (1978-1979)                 | Meilleure position |
| -------------------------------------- | ------------------ |
| Australie (Kent Music Report)          | 4                  |
| Belgique (Flandre Ultratop 50 Singles) | 7                  |
| États-Unis (Billboard Hot 100)         | 54                 |
| France (IFOP)                          | 4                  |
| Irlande (IRMA)                         | 15                 |
| Nouvelle-Zélande (RMNZ)                | 2                  |
| Pays-Bas (Nederlandse Top 40)          | 7                  |
| Pays-Bas (Single Top 100)              | 6                  |
| Royaume-Uni (UK Singles Chart)         | 8                  |

| Classement (2009)              | Meilleure position |
| ------------------------------ | ------------------ |
| Australie (ARIA)               | 44                 |
| Pays-Bas (Single Top 100)      | 72                 |
| Royaume-Uni (UK Singles Chart) | 55                 |

### Big Fun
| Classement (1989-1990)                 | Meilleure position |
| -------------------------------------- | ------------------ |
| Allemagne (GfK Entertainment)          | 15                 |
| Australie (ARIA)                       | 37                 |
| Belgique (Flandre Ultratop 50 Singles) | 14                 |
| France (SNEP)                          | 17                 |
| Irlande (IRMA)                         | 7                  |
| Nouvelle-Zélande (RMNZ)                | 32                 |
| Pays-Bas (Nederlandse Top 40)          | 28                 |
| Pays-Bas (Single Top 100)              | 31                 |
| Royaume-Uni (UK Singles Chart)         | 4                  |

### Clock
| Classement (1998)              | Meilleure position |
| ------------------------------ | ------------------ |
| Nouvelle-Zélande (RMNZ)        | 22                 |
| Royaume-Uni (UK Singles Chart) | 16                 |

### Jay Kid
| Classement (2003)         | Meilleure position |
| ------------------------- | ------------------ |
| France (SNEP)             | 66                 |
| Suède (Sverigetopplistan) | 32                 |

### Nouvelle Star
| Classement (2005)                       | Meilleure position |
| --------------------------------------- | ------------------ |
| Belgique (Wallonie Ultratop 50 Singles) | 31                 |
| France (SNEP)                           | 15                 |
| Suisse (Schweizer Hitparade)            | 45                 |

## Certifications
The Jacksons
| Pays              | Certification | Unités certifiées |
| ----------------- | ------------- | ----------------- |
| Danemark (IFPI)   | Or            | 45 000            |
| Royaume-Uni (BPI) | Platine       | 600 000           |